# Хоканссон, Ларс-Эрик
Ларс-Э́рик "Пе́ппе" Хо́канссон (швед. Lars-Erik "Peppe" Håkansson; род. 1 мая 1950) — шведский кёрлингист.
В составе мужской сборной Швеции по кёрлингу участник чемпионата мира 1971 (заняли пятое место). Чемпион Швеции среди мужчин.
Играл в основном на позиции первого.

## Достижения
- Чемпионат Швеции по кёрлингу среди мужчин: золото (1971).

## Команды
| Сезон   | Четвёртый   | Третий          | Второй       | Первый              | Турниры                      |
| ------- | ----------- | --------------- | ------------ | ------------------- | ---------------------------- |
| 1970—71 | Рой Берглоф | Челль Гренгмарк | Эрик Берглоф | Ларс-Эрик Хоканссон | ЧШМ 1971 · ЧМ 1971 (5 место) |

(скипы выделены полужирным шрифтом)

## Частная жизнь
Из семьи шведских кёрлингистов: его отец Стиг Хоканссон — чемпион Швеции среди мужчин в 1968, играл на чемпионате мира 1968, в 1940-х выступал как легкоатлет (был чемпионом Европы в эстафете 4х100 метров в 1946 году, неоднократным чемпионом Швеции по спринтерскому бегу и прыжкам в длину). Брат Ларса-Эрика, Томас Хоканссон — двукратный чемпион Швеции среди мужчин, бронзовый призёр чемпионата Европы 1976; сын Ларса-Эрика Патрик Хоканссон (Патрик Кларемо) играл в сборной Швеции на чемпионате мира 2005.